# Phoenix Solar
Phoenix Solar AG é uma empresa de energia fotovoltaica alemã envolvido no negócio de integração de sistemas. Especificamente, a empresa projeta, constrói e opera grandes usinas de energia fotovoltaica e é uma atacadista especializado de sistemas fotovoltaicos, painéis solares e equipamentos relacionados.

## Histórico
Phoenix Solar AG surgiu de uma iniciativa do "Bund der Energieverbraucher e.V"(Português: "Cooperativa de Consumidores de Energia"), que começou em 1994. A empresa foi fundada oficialmente em 18 de novembro de 1999 e em 07 janeiro de 2000 foi introduzido no registo comercial das empresas. Na Assembleia Geral Anual em 25 de maio de 2007, os acionistas aprovaram a alteração do nome de "Phönix SonnenStrom AG" para "Phoenix Solar AG". Phoenix Solar AG tem sedeem Sulzemoos noroeste de Munique, na Alemanha e escritórios de vendas na Alemanha, bem como filiais em Itália, Espanha, Grécia, Singapura e Austrália.
Desde 18 de novembro de 2004, o "Phoenix SonnenAktie" (ações da empresa)foram negociados nas bolsas de valores OTC em Munique, Frankfurt, Berlin/Bremen e Stuttgart. Com o início da negociação de ações no M: acesso de câmbio (o segmento da Bolsa de Valores de Munique dedicada a empresas de pequena emédia capitalização) em 27 de julho de 2005, Phoenix Solar AG ganhou acesso acapital adicional e um público maior de investimento. Em 27 junho de 2006, as ações da Phoenix oficialmente foram listados e começou a ser negociadas naBolsa de Frankfurt (Prime Standard). Desde março de 2008 acções da PhoenixSolar são também um componente do índice do mercado de ações TecDAX.